# Jean Le Bègue de Germiny
Jean Antoine Le Bègue, comte de Germiny et du Saint-Empire, né à Nancy le 1er décembre 1727 et mort le 13 mai 1808 à Landerneau (Finistère), est un officier de marine français du XVIIIe siècle. Il termine sa carrière avec le grade de chef d'escadre des armées navales. Il est l'auteur de la « branche » bretonne des Le Bègue de Germiny.

## Biographie

### Origines et famille
Jean Le Bègue de Germiny descend de la famille Le Bègue de Germiny, originaire de Lorraine, qui faisait alors partie du Saint-Empire. Il est le deuxième fils de Léopold Joseph Le Bègue de Germiny (1700-1758), garde des Sceaux du duc de Lorraine, et de sa femme Agnès Gabrielle Vogt d'Hunolstein (1707-1760).

### Carrière dans la marine
Élevé à Florence, il entre dans la marine en tant que garde de la Marine en 1747, à la fin de la guerre de Succession d'Autriche. Il est promu enseigne de vaisseau en 1754 puis lieutenant de vaisseau en 1757, il passe un temps dans l'artillerie en tant que capitaine de la brigade royale d'artillerie de Morogue. Revenu dans la Marine, il reçoit un brevet de capitaine de vaisseau en 1776, quelques mois avant que la France ne s'implique dans la guerre d'indépendance des États-Unis. Il prend part à la campagne d'Amérique en tant que capitaine du Magnanime, de 74 canons. Le 29 avril 1781, il est à la bataille de Fort-Royal contre la flotte britannique de l'amiral Hood. Le 5 septembre, à la bataille de la baie de Chesapeake, il fait partie de l'escadre bleue commandée par le comte de Monteil. Les 25 et 26 février, toujours au commandement du Magnanime, il est à la bataille de Saint-Kitts, sous les ordres du comte de Grasse.
Le bailli de Suffren, son ami intime, fit don par-devant notaire, en 1784, d'une somme de 100 000 livres à ses enfants.
La même année, lorsque Le Bègue de Germiny critique ouvertement les réformes initiés par le Maréchal de Castries, Secrétaire d'État de la Marine de 1780 à 1787, il est menacé de disgrâce. Suffren, qui jouit alors d'un immense prestige, s'en va trouver le ministre et prend la défense de son ami. Dans une lettre datée du 4 décembre, Suffren tente de rassurer comte Le Bègue en lui relatant son entrevue avec le comte de Castries « Vous frappez durement le comte Le Bègue. Les éclatans services de ce chef d'escadre devaient empêcher cette disgrâce. Sa longue expérience l'autorisait et l'obligeait aussi à dire sans détours ce qu'il pensait de l'état des canonniers. S'il a écrit et maintenu cela dans les règlements qu'il était chargé de rédiger sur l'armement des vaisseaux, c'est qu'il suivait sa conscience et ses principes. Souhaitez que tous les officiers des escadres de S. M. ressemblent à celui que vous accablez. J'ai le cœur navré de penser qu'il doit se taire, qu'il ne peut parler ferme, ni discuter les changements projetés. Avant de vous acharner contre le comte Le Bègue, réfléchissez, faites venir le comte d'Hector, etc,. »
Il est nommé chef d'escadre des armées navales en 1786.

### Mariage et descendance
Il épouse en premières noces le 4 août 1753 au Cap-Français, sur l'île de Saint-Domingue, Catherine le Bray, sœur de la vicomtesse de Choiseul-Beaupré, morte sur le vaisseau en revenant en France et en couches d'un enfant mort de même peu après sa naissance. Il épouse en secondes noces, le 3 janvier 1763, à Cléder en Bretagne, Marie Josèphe de Parcevaux, dame de Pennancoët, fille de Marguerite de Kergoet de Tronjoly et Claude de Parcevaux, capitaine des vaisseaux du roi à Brest et commandeur de Saint-Louis, qui sera promu par la suite chef d'escadre. De cette union naissent un fils et deux filles.